# اتو دموس
اتو دموس (انگلیسی: Otto Demus; ۴ نوامبر ۱۹۰۲ – ۱۷ نوامبر ۱۹۹۰) استاد دانشگاه اهل اتریش و از استادان دانشگاه وین بود. وی به عنوان عضو دانشکده تاریخ هنر وین در نظر گرفته شده‌است.

## زندگی
بین سالهای ۱۹۲۱ و ۱۹۲۸، دموس در دانشگاه وین تحت نظر ژوزف استزیگوفسکی به تحصیل تاریخ هنر پرداخت و دکترای خود را دریافت کرد. در سالهای بعد، دیموس در سراسر یونان سفر کرد و از موزائیک‌های کلیساهای بیزانس به صورت رنگی عکس گرفت، پروژه ای که منجر به انتشار نخستین انتشار بزرگ وی با عنوان موزائیک‌های بیزانس در یونان (۱۹۳۱) شد که به همراه ارنست دیز نوشتند. او همچنین برای سرویس حفظ تاریخی اتریش، مستندسازی و بازیابی آثار تاریخی قرون وسطایی کارینتیا کار کرد. در سال ۱۹۳۶ او به وین بازگشت، و سال بعد از هابیلیت دفاع کرد.